# Bratz (webbserie)
Bratz (även känd som Bratz: C.I.Y. Shoppe Webseries) är en stop motion animerad webbserie baserad på dockorna med samma namn. Den är producerad av MGA Entertainment och hade premiär på Bratzs YouTube-kanal. 

## Avsnitt
1. Selfie
2. Skateboarding eller kycklingar
3. Cupcake Crash
4. Kanin vs. Katt
5. Vilket är ditt zen-tecken?
6. Rätt sko
7. Ta på dig tänkakronan
8. Kul i mörkret
9. Snöig kärlek
10. Bakom kulisserna